# إدي بلاي
إدي بلاي (بالإنجليزية: Eddie Blay) (9 نوفمبر 1937 – 15 أكتوبر 2006) هو ملاكم غاني راحل، مثّل بلاده في الألعاب الأولمبية الصيفية 1964.

## روابط خارجية
إدي بلاي على موقع بوكس ريك (الإنجليزية) (registration required)
- إدي بلاي على موقع أوليمبيديا (الإنجليزية)
- إدي بلاي على موقع اتحاد ألعاب الكومنولث (مؤرشف) (الإنجليزية)